# Voo Delta Air Lines 191
O voo Delta Air Lines 191 era uma rota aérea regular doméstica entre Fort Lauderdale e Los Angeles, com uma escala no aeroporto de Dallas/Fort Worth. Na tarde de 2 de agosto de 1985, o Lockheed L-1011 TriStar que operava a rota encontrou-se com um turbilhão de vento, conhecido como "microburst", enquanto se aproximava ao aeroporto de Dallas/Fort Worth. O avião chocou-se contra o solo a uma milha da pista, golpeando um carro perto do aeroporto, e então chocou-se com dois tanques de água. O acidente matou 137 pessoas e feriu 28. O Conselho Nacional de Segurança nos Transportes (CNST; em inglês: National Transportation Safety Board - NTSB) determinou que o acidente ocorreu devido a erro do piloto ao interpretar erroneamente, informações meteorológicas sobre a ocorrência de tesouras de vento, na forma de "microburst", associada à incapacidade dos radares da época. Os gravadores de voz e dados da aeronave, quando foram analisados pelo NTSB, confirmaram a perda de controle das aeronaves pelos pilotos.

## Avião

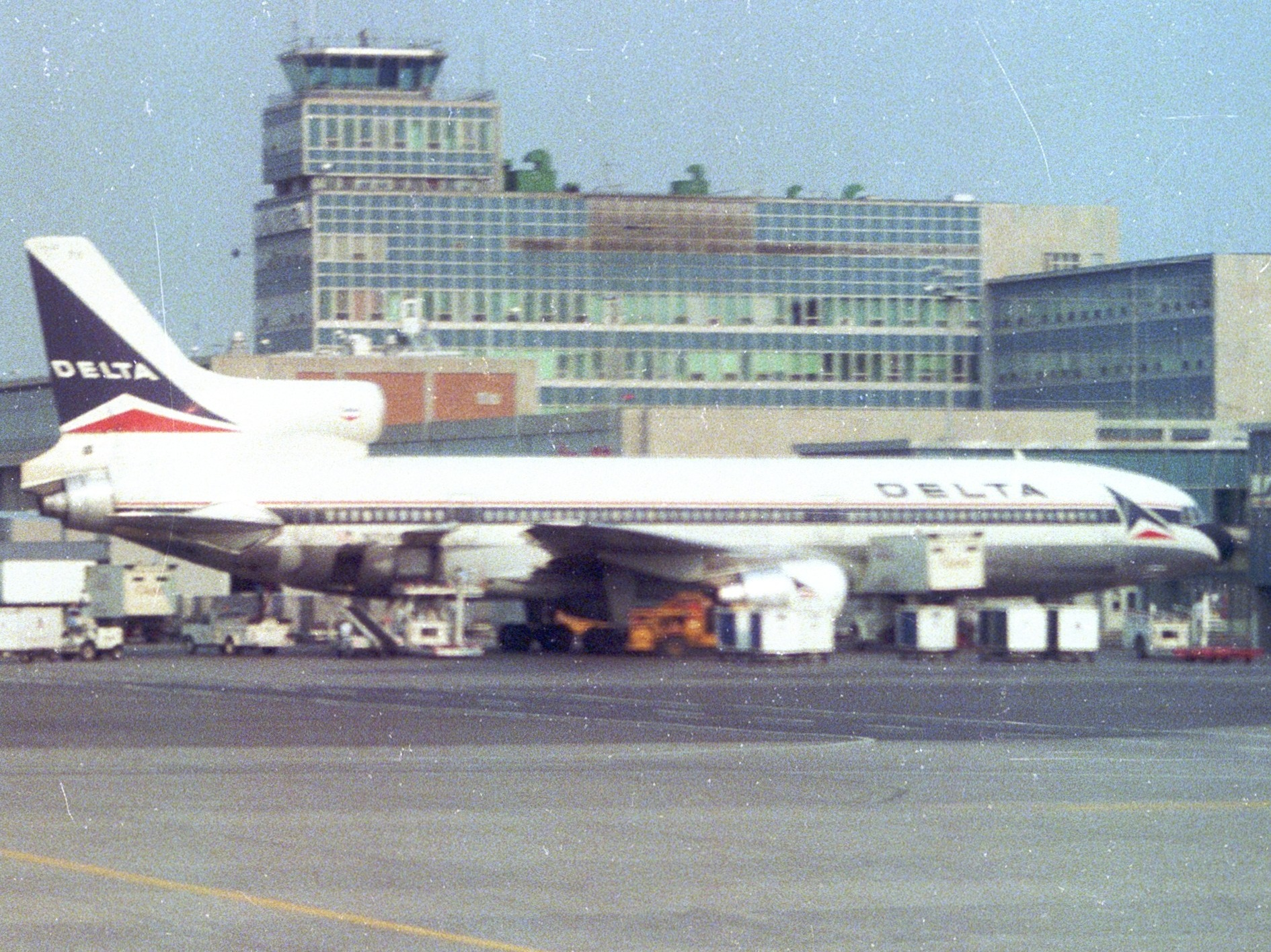
N726DA, a aeronave envolvida no acidente, fotografada no Aeroporto Internacional Pierre Elliott Trudeau de Montréal em julho de 1984.

O avião era um Lockheed L-1011-385-1 TriStar com prefixo N726DA. Ele foi entregue a Delta em 28 de fevereiro de 1979, e a companhia aérea a opera continuamente desde aquela data. A aeronave estava equipada com três motores Rolls-Royce RB211-22B.

## Tripulação
A tripulação era composta por três membros da tripulação de voo e oito membros da tripulação de cabine. Dos 11 membros da tripulação, apenas três comissários sobreviveram ao acidente.
O capitão, Edward N. (Ted) Connors Jr., de 57 anos, era funcionário da Delta Air Lines desde 1954. Ele se qualificou para comandar o TriStar em 1979 e foi aprovado nos testes de proficiência. O relatório do NTSB mencionou que as tripulações de voo anteriores que havia voado com Connors antes do acidente e o descreveu como um piloto meticuloso que obedecia estritamente às políticas da empresa. O relatório também afirmou que o comandante "desviou-se de tempestades mesmo se outros voos tomassem rotas mais diretas" e "aceitou de bom grado sugestões de sua tripulação de voo." sofrido; o relatório do NTSB também observa que ele recebeu "comentários favoráveis" em relação à "disciplina e padronização da cabine". O capitão tinha mais de 29.300 horas de voo, 3.000 das quais no TriStar.
O primeiro oficial do voo 191 foi Rudolph P. (Rudy) Price Jr., de 42 anos, funcionário da Delta Air Lines desde 1970. Os capitães da Delta que voaram com Price o descreveram como um "primeiro oficial acima da média" e possuindo "excelente conhecimento" do TriStar. Price registrou 6.500 horas de voo, incluindo 1.200 no TriStar. O engenheiro de voo Nicholas N. (Nick) Nassick, de 43 anos, era funcionário da Delta Air Lines desde 1976. Ele tinha 6.500 horas de voo, incluindo 4.500 no TriStar. Funcionários da Delta o descreveram como "observador, alerta e profissional".
Connors serviu na Marinha dos Estados Unidos de 1950 a 1954 e lutou em duas viagens na Guerra da Coréia. Price serviu na Marinha Americana de 1964 a 1970 e lutou em quatro missões na Guerra do Vietnã. Nassick serviu na Força Aérea dos Estados Unidos de 1963 a 1976 e lutou em quatro missões na Guerra do Vietnã. Os pilotos estavam baseados em Atlanta, os comissários de bordo eram baseados em Miami/Fort Lauderdale.
Havia oito comissários de voo a bordo do avião: Frances Alford, Jenny Amatulli, Freida Artz, Vicki Chavis, Diane Johnson, Alyson Lee, Joan Modzelewski e Wendy Robinson. Amatulli, Chavis, e Robinson foram os únicos membros da tripulação que sobreviveram.

## Passageiros
Dos 152 passageiros a bordo, 128 morreram no acidente. Doze dos 24 sobreviventes estavam sentados em um cluster perto da cauda da aeronave. O relatório do NTSB lista 126 óbitos em vez de 128, mas observa que dois dos passageiros listados como sobreviventes morreram mais de 30 dias após o acidente, em 13 de setembro e 4 de outubro de 1985. Dos mortos, 73 eram originários da área metropolitana de Miami. Destes, 45 eram do Condado de Broward, 19 eram do Condado de Palm Beach e 9 eram do Condado de Miami-Dade. Um dos passageiros era Don Estridge, conhecido mundialmente como o pai do IBM PC; ele morreu a bordo do voo junto com sua esposa, dois estagiários de verão da IBM, quatro funcionários do IBM Branch Office em Burbank, Califórnia, e seis parentes adicionais de funcionários da IBM.

## Voo e acidente

### Histórico
O voo 191 era uma rota doméstica regular de passageiros do Aeroporto Internacional de Fort Lauderdale – Hollywood em Fort Lauderdale, Flórida, para o Aeroporto Internacional de Los Angeles em Los Angeles, Califórnia, com escala programada no Aeroporto Internacional de Dallas / Fort Worth. A aeronave partiu de Fort Lauderdale em um plano de voo por instrumentos às 14:10 (UTC − 05: 00). A previsão do tempo do despacho de voo para DFW declarou uma "possibilidade de pancadas de chuva e tempestades amplamente dispersas." Outro alerta meteorológico despachado alertou sobre "uma área de tempestades isoladas ... sobre Oklahoma e norte-nordeste do Texas." A tripulação revisou esses avisos antes da decolagem.
Quando a aeronave passou por Nova Orleans, uma formação climática perto da Costa do Golfo se fortaleceu. A tripulação de voo decidiu desviar da rota pretendida para fazer a chegada de Blue Ridge mais ao norte para DFW. O vôo durou de 10 a 15 minutos sobre o VORTAC de Texarkana, Arkansas. Às 17:35, a tripulação recebeu uma transmissão do Serviço de Informação de Terminal Automático (ATIS) para o tempo na abordagem de DFW, e o controlador de tráfego aéreo do Centro de Controle de Tráfego Aéreo de Fort Worth (ARTCC) autorizou o voo para Blue Ridge, Texas VORTAC e instruiu o vôo a descer para 25.000 pés (7.600 m).
Às 17:43:45, o controlador de aproximação de Fort Worth liberou o voo para 10.000 pés (3.000 m). O controlador sugeriu que voassem em um rumo de 250 ° em direção à abordagem de Blue Ridge, mas o capitão Connors respondeu que a rota os levaria através de uma célula de tempestade, afirmando: "Prefiro não passar por ela, prefiro contorná-la de uma forma ou de outra. ”Após uma breve troca, o controlador deu ao vôo uma nova direção. Às 17:46:50, o controlador liberou o voo direto para Blue Ridge e instruiu a tripulação a descer para 9.000 pés (2.700 m). O capitão expressou seu alívio porque o controlador não os enviou na trajetória original. Às 17:51:19, o segundo oficial comentou: "Parece que está chovendo em Fort Worth." Às 17:51:42, o controlador de aproximação transferiu o voo para o DFW Airport Approach Control, que autorizou o voo para descer para 7.000 pés (2.100 m). Dois minutos depois, o controlador pediu ao voo da Delta que desviasse em 10 ° e reduzisse sua velocidade no ar para 180 nós (210 mph; 330 km / h). O voo atendeu ao pedido. Enquanto o vôo descia, a tripulação preparou a aeronave para o pouso. Às 17:56:19, o controlador de alimentação liberou o vôo para 5.000 pés (1.500 m). Nove segundos depois, o controlador anunciou que a chuva estava ao norte do aeroporto e que o aeroporto estaria usando aproximações por sistema de pouso por instrumentos (ILS).
Às 17:59:47, Price disse: "Eu acho que vamos nos molhar". Ao mesmo tempo, o capitão mudou para a frequência de rádio de chegada e informou ao controlador de aproximação que estavam voando a 5.000 pés (1.500 m). O controlador respondeu que o voo deveria se aproximar da pista 17L (agora pista 17C). Às 18:00:36, o controlador de aproximação perguntou a um voo da American Airlines que estava duas aeronaves à frente do voo 191, e na mesma aproximação, se eles podiam ver o aeroporto. O voo respondeu: "Assim que sairmos dessa chuva, iremos". Às 18:00:51, o voo 191 foi instruído a desacelerar para 170 nós (200 mph; 310 km / h) e virar para o rumo 270 °. O voo 191 foi instruído a descer para 3.000 pés (910 m) às 18: 01: 34. Um minuto depois, o controlador de aproximação virou o voo em direção à pista 17L e autorizou-os para uma aproximação ILS igual ou superior a 2.300 pés (700 m). Meio minuto depois, o controlador pediu ao voo para reduzir sua velocidade para 160 nós (180 mph; 300 km / h), o que a tripulação reconheceu. Às 18:03:30, o controlador avisou: "E estamos recebendo alguns ventos variáveis devido a uma chuva ... no extremo norte de DFW." Vários segundos depois, um membro da tripulação não identificado comentou: "As coisas estão se mudando."
Apenas três milhas (4,8 km) à frente do vôo 191, um Learjet 25 estava na mesma aproximação da pista 17L. Durante a aproximação final, o Learjet voou através da tempestade ao norte do aeroporto e encontrou o que mais tarde foi descrito como "turbulência leve a moderada". O Learjet encontrou chuva forte e perdeu toda a visibilidade frontal, mas foi capaz de continuar sua aproximação ILS e pousar com segurança. Quando mais tarde questionado por que ele não relatou as condições meteorológicas para a torre, o capitão do Learjet testemunhou que não tinha nada a relatar porque "a única coisa que encontramos foi a chuva forte". célula de tempestade após o Learjet pousar, mas antes de ver o voo 191 emergir da tempestade.

### Acidente

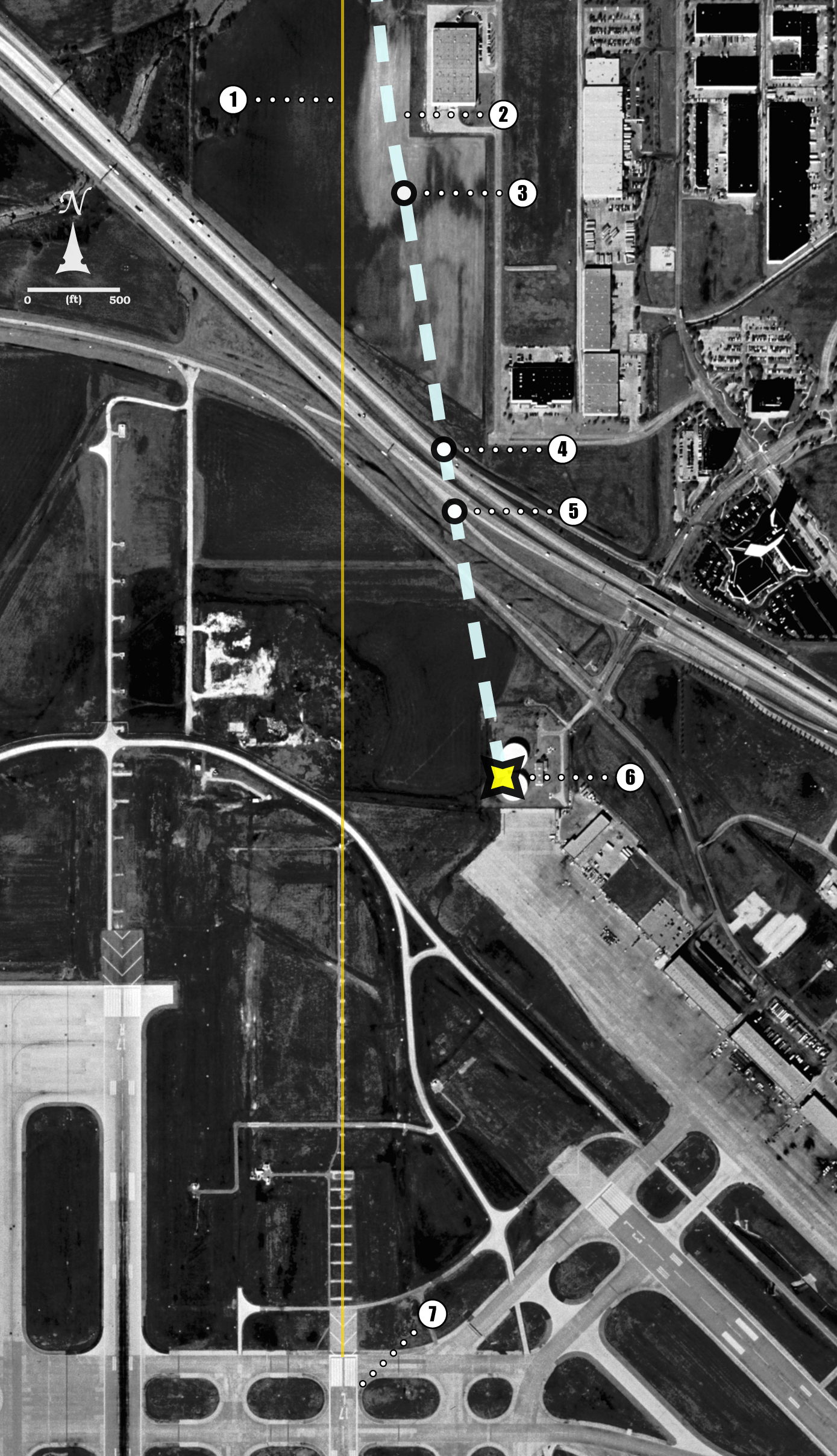
A trajetória de voo nos momentos finais.

Às 18:03:46, o controlador de aproximação mais uma vez pediu ao voo 191 que reduzisse sua velocidade, desta vez para 150 nós (170 mph / 273 km/h), e então passou o voo para o controlador da torre. Doze segundos depois, o capitão comunicou-se pelo rádio para a torre e disse: "Torre [:] Delta 191, aqui na chuva, é uma sensação boa." O controlador da torre informou ao voo 191 que o vento estava soprando a 5 nós (5,8 mph; 2,6 m/s) com rajadas de até 15 nós (17 mph; 7,7 m/s), que o capitão reconheceu. A tripulação baixou o trem de pouso e estendeu os flaps para o pouso. Às 18:04:18, Price comentou: "Um raio saindo daquele ... Bem à nossa frente." O capitão avisou que eles estavam a 300 m às 18:05:05. Quatorze segundos depois, ele alertou Price para observar sua velocidade no ar. Ao mesmo tempo, o gravador de voz da cabine (CVR) capturou o início de um som identificado como chuva batendo na cabine. O capitão avisou Price: "Você vai perder tudo de repente, aí está." Às 18:05:26, o capitão disse a Price: "Empurre para cima, empurre bem para cima." Vários segundos depois, o CVR gravou o som dos motores girando. Connors então disse: "É isso". Às 18h05min36s, Connors soltou um palavrão. A partir deste ponto, a aeronave iniciou uma descida da qual nunca se recuperou. O ângulo de ataque era superior a 30° e começou a variar muito nos segundos seguintes. O ângulo de inclinação começou a afundar e a aeronave começou a descer abaixo do glideslope.
Às 18:05:44, com a aeronave descendo a mais de 50 pés por segundo (15 m/s; 55 km/h; 34 mph), o sistema de alerta de proximidade do solo (GPWS) iniciou uma série de avisos sonoros "whoop whoop pull up". O capitão respondeu declarando "TOGA", uma abreviatura da aviação para aplicar o empuxo máximo e abortar o pouso dando uma volta. O primeiro oficial respondeu puxando para cima e levantando o nariz da aeronave, o que diminuiu a velocidade, mas não impediu a descida do avião. Às 18:05:52, ainda descendo a uma taxa de cerca de 10 pés por segundo (3,0 m / s; 6,8 mph), o trem de pouso da aeronave fez contato com um campo arado 6.336 pés (1.931 m) ao norte da pista e 360 pés (110 m) a leste da linha central da pista. Permanecendo estruturalmente intacto, o voo 191 permaneceu no solo enquanto rolava em alta velocidade pela terra. O trem de pouso principal deixou depressões rasas no campo que se estendiam por 240 pés (73 m) antes de desaparecer e reaparecer algumas vezes conforme a aeronave se aproximava da rodovia estadual 114 do Texas.
A aeronave atingiu um poste de luz em uma rodovia e seu nariz aterrou na pista oeste da Rodovia 114, derrapando na estrada a pelo menos 200 milhas por hora (170 kn; 320 km/h). O motor esquerdo da aeronave atingiu um Toyota Celica dirigido por William Mayberry, de 28 anos, matando-o instantaneamente. Conforme a aeronave continuava para o sul, atingiu mais duas luzes de rua no lado leste da rodovia e começou a se fragmentar. O estabilizador horizontal esquerdo, algumas peças do motor, partes das superfícies de controle da asa e partes da engrenagem do nariz saíram da aeronave enquanto ela continuava ao longo do solo. Algumas testemunhas mais tarde testemunharam que o fogo estava emergindo da raiz da asa esquerda. Os passageiros sobreviventes relataram que o fogo começou a entrar na cabine pela parede esquerda enquanto o avião ainda estava em movimento. Um sobrevivente afirmou que observou os passageiros tentando escapar do incêndio desafivelando o cinto de segurança e tentando fugir, mas foram sugados para fora do avião, enquanto outros que permaneceram pegaram fogo devido ao vazamento de combustível de jato. Ele só sobreviveu por ter sido encharcado pela chuva das aberturas do avião. O movimento da aeronave em terreno aberto terminou quando bateu em dois tanques de água na borda da propriedade do aeroporto; a aeronave roçou um tanque de água a cerca de 1.700 pés (520 m) ao sul da Rodovia 114 e, em seguida, atingiu o segundo. Quando a asa esquerda e o nariz atingiram o tanque de água, a fuselagem girou no sentido anti-horário e foi envolvida por uma bola de fogo. A fuselagem do nariz para trás até a linha 34 foi destruída. A cauda saiu da bola de fogo, derrapando para trás, e parou no lado esquerdo antes que rajadas de vento o fizessem girar para cima.

## Resgate

Diagrama dos passageiros feridos e mortos na cabine

Todos os bombeiros e unidades de emergência do aeroporto foram alertados um minuto após o acidente. Quarenta e cinco segundos depois de serem alertados pela primeira vez, três caminhões de bombeiros do posto de bombeiros nº 3 do aeroporto chegaram ao local do acidente e começaram a combater o incêndio. Unidades adicionais dos postos de bombeiros nº 1 e nº 2 chegaram em cinco minutos e, apesar de rajadas de vento fortes e chuva forte, o fogo estava quase todo sob controle dentro de 10 minutos após o alerta ter soado.
Os primeiros paramédicos chegaram cinco minutos após o acidente e imediatamente estabeleceram estações de triagem. Em depoimento posterior a funcionários do NTSB, EMTs no local estimaram que, sem os procedimentos de triagem no local, pelo menos metade dos passageiros sobreviventes teriam morrido. A maioria dos sobreviventes do vôo 191 estava localizada na seção de fumaça traseira da aeronave, que se soltou da fuselagem principal quando a aeronave atingiu os tanques de água. As autoridades transportaram a maioria dos sobreviventes para o Parkland Memorial Hospital.
A seção da cabine e passageiros à frente da fileira de assentos 34 foi completamente fragmentada pelo impacto com os tanques de água e incêndios pós-choque; todos, exceto oito dos ocupantes desta seção foram mortos. O restante dos passageiros e tripulantes sobreviventes estavam na cabine traseira e na cauda, que se separaram relativamente intactas e pousaram de lado em um campo aberto, e a maioria deles estava nas partes central e direita da fuselagem da fileira de assentos 40 para trás . No geral, a desintegração do Tristar foi tão extensa que a investigação do NTSB foi bastante difícil. Sobreviventes relataram que o fogo eclodiu na cabine antes de atingir os tanques e começou a se espalhar pelo interior da aeronave, o que é consistente com a colisão da asa direita com o poste de luz e a ignição do tanque de combustível. Algumas das pessoas na seção da cauda não conseguiram se libertar devido a ferimentos, então as equipes de resgate tiveram que retirá-los. A maioria dos sobreviventes também ficou encharcada com combustível de aviação, aumentando ainda mais a dificuldade de saída dos destroços.
Dois dos passageiros que inicialmente sobreviveram ao acidente morreram mais de 30 dias depois. No terreno, um funcionário da companhia aérea que ajudou no resgate de sobreviventes foi hospitalizado durante a noite com dores no peito e no braço. O acidente acabou matando 137 pessoas, incluindo 128 dos 152 passageiros e oito dos 11 tripulantes (incluindo os três tripulantes), além do motorista do carro.
O voo 191 da Delta Air Lines tem o segundo maior número de mortes de todos os acidentes de aviação envolvendo um Lockheed L-1011 em qualquer lugar do mundo, depois do voo 163 da Saudia.

## Investigação
Numerosas agências de segurança pública responderam ao acidente, incluindo o Departamento de Segurança Pública do Aeroporto de Dallas / Fort Worth, o Departamento de Segurança Pública do Texas, o Departamento de Bombeiros de Irving, o Departamento de Polícia de Irving e todo o pessoal de terceiros disponível do Departamento de Polícia de Dallas - Divisão de Patrulha do Noroeste e Setor Nordeste da Divisão de Patrulha do Departamento de Polícia de Fort Worth.
Após uma longa investigação, o NTSB considerou a causa do acidente como sendo atribuível a erro do piloto (por sua decisão de voar em uma tempestade), combinado com fenômenos climáticos extremos associados a cisalhamento do vento induzido por microburst. O NTSB também determinou que uma falta de treinamento específico, políticas e procedimentos para evitar e escapar do cisalhamento do vento de baixa altitude foi um fator contribuinte.
O NTSB atribuiu o acidente à falta de capacidade de detectar microbursts a bordo de aeronaves; o equipamento de radar a bordo da aeronave na época era incapaz de detectar mudanças no vento, apenas tempestades. Após a investigação, os pesquisadores da NASA no Langley Research Center modificaram um Boeing 737-200 como uma base de teste para um radar meteorológico Doppler a bordo. O resultante sistema de detecção e alerta de cisalhamento de vento aerotransportado foi instalado em muitos aviões comerciais nos Estados Unidos depois que a Federal Aviation Administration determinou que todas as aeronaves comerciais deveriam ter sistemas de detecção de cisalhamento de vento a bordo.
O NTSB também criticou o aeroporto por não notificar os serviços de emergência em municípios vizinhos em tempo hábil. Embora os serviços de emergência no local do aeroporto tenham sido notificados quase imediatamente, o Centro de Comunicações do Departamento de Segurança Pública (DPS) DFW não começou a notificar os serviços de emergência fora do local até quase 10 minutos após o acidente e não concluiu suas notificações até 45 minutos depois o acidente. Durante as notificações, o DPS também não solicitou ambulâncias das comunidades adjacentes de Irving, Grapevine e Hurst; no entanto, Hurst respondeu com ambulâncias depois que o pessoal de sua empresa de ambulâncias ouviu o relatório do acidente no aeroporto em um scanner de radiofrequência. O NTSB concluiu que a resposta geral de emergência foi eficaz devido à rápida resposta do pessoal no aeroporto, mas encontrou "várias áreas problemáticas" que em diferentes circunstâncias "podem afetar negativamente o tratamento médico e a sobrevivência das vítimas de acidentes no aeroporto".

## Legado

### Reformas
Após o acidente e o relatório NTSB que se seguiu, o DPS da DFW fez melhorias em seu sistema de notificação pós-choque, incluindo a introdução de um sistema de notificação de voz automatizado para reduzir o tempo de notificação. Em 1988, após a queda do voo 1141 da Delta Air Lines durante a decolagem de DFW, a DPS concluiu sua notificação de serviços de emergência próximos em 21 minutos; o NTSB descreveu isso como uma "melhoria significativa" sobre os tempos de resposta após a queda do voo 191 da Delta. Com base nos tempos de resposta aprimorados, o NTSB emitiu uma Recomendação de Segurança em 9 de janeiro de 1990, conclamando os executivos do aeroporto em todo o país a considerar os benefícios do uso de sistemas automatizados de notificação por voz para suas notificações de ajuda de emergência. Os pilotos também foram obrigados a treinar para reagir a micro-explosões e tomar medidas evasivas rapidamente para pousar o avião com segurança.

### Julgamento
O acidente do Delta Flight 191 resultou no mais longo julgamento de aviação da história americana, com duração de 14 meses de 1988 a 1989 e presidido pelo Juiz Federal David Owen Belew Jr., do Distrito Norte do Texas. O julgamento apresentou o primeiro uso de animação gráfica por computador como evidência substantiva em um tribunal federal; embora o uso de tal animação seja agora rotineiro, seu uso no litígio do Flight 191 foi inovador o suficiente para se tornar a matéria de capa de uma edição de 1989 do ABA Journal, a revista da American Bar Association. Preparando o o vídeo animado para julgamento custou ao Departamento de Justiça cerca de $ 100.000 a $ 150.000 (equivalente a $ 210.000 a $ 310.000 hoje) e exigiu quase dois anos de trabalho. O tribunal considerou que tanto o pessoal do governo quanto a tripulação de voo da Delta foram negligentes, mas que a Delta foi a responsável porque a negligência de seus pilotos foi a causa imediata do acidente, e a decisão foi mantida em recurso ao Tribunal de Recursos do Quinto Circuito.

## Reconstituição
A série de televisão do Discovery Channel Canada / National Geographic, Mayday, reconstituiu a queda do voo 191 em um episódio da quinta temporada intitulado "Invisible Killer" (nos EUA) / "Slammed to The Ground" (no Reino Unido, Austrália e Ásia) / "Batido no Chão" (em Portugal); "Tempestade Mortal" (no Brasil). O acidente já havia sido discutido no episódio da primeira temporada do documentário, "Racing the Storm", que cobriu o pouso forçado do voo 1420 da American Airlines.
O acidente foi mencionado no filme "Rain Man".
O acidente foi apresentado em um episódio de When Weather Changed History e Why Planes Crash no The Weather Channel, e no episódio "Deadly Weather" de Survival in the Sky no The Learning Channel.
Trabalhando como repórter para o Fort Lauderdale News e Sun-Sentinel em 1986, o futuro renomado autor de mistério Michael Connelly e dois outros repórteres conduziram extensas entrevistas com sobreviventes do voo Delta 191 e escreveram um artigo detalhando suas experiências durante e após o acidente. O artigo explorou o tópico da culpa do sobrevivente e rendeu a Connelly e seus co-escritores a posição finalista do Prêmio Pulitzer.

## Memorial
Dez anos após o acidente, sobreviventes e familiares das vítimas se reuniram na Flórida para homenagear o décimo aniversário do acidente. Em 2010, 25 anos após o desastre, um memorial foi instalado na Praça dos Fundadores do Aeroporto Internacional de Dallas-Fort Worth em Grapevine.